# 穆森貝克河
51°25′39″N 8°29′20″E / 51.4274741°N 8.48895°E
穆森貝克河（德語：Musenbecke），是德國的河流，位於該國西部，處於北萊茵-威斯特法倫州，屬於格倫訥河的右支流，河道全長2.6公里，流域面積3.5平方公里。